# Mezquita Beyler
La Mezquita Beyler es un monumento histórico y arquitectónico que se encuentra en la ciudad de Bakú, en una parte histórica de Icherisheher (Ciudad Vieja), frente a la Puerta "Murad" del Complejo del Palacio de los Shirvanshah. Según la orden del Consejo de Ministros de Azerbaiyán sobre los monumentos históricos y culturales, la mezquita de Beyler ha sido incluida en la lista de monumentos históricos y culturales de importancia nacional.

## Historia
La mezquita fue construida en 1895 sobre el emplazamiento de otra antigua mezquita. La construcción de fue realizada por los hijos de Mohammed Hashim Al-Bakuvi - Haji Baba y Haji Javad, así como por Murtuza Muhtarov, el calígrafo Ibrahim Shirvani, Mir Ali an-Nagi, Mir Tagi, el arquitecto Seyid Huseyn. Durante la construcción de la mezquita, manteniendo las características locales de la arquitectura, se fundó un nuevo estilo arquitectónico. Por primera vez, se intentó aplicar las técnicas inherentes a la escuela de arquitectura de los Shirvanshahs.
Entre 2014 y 2015 la mezquita fue restaurada por el renombrado restaurador austríaco Erich Pummer, que participó en la administración de la Reserva Histórico-Arquitectónica del Estado "Icherisheher". Después de la restauración, esta administración, decidió utilizar la mezquita también como museo. En la mezquita se exhiben 73 libros kuranos de diferentes épocas, 7 libros religiosos antiguos, así como 19 atributos religiosos y otras 99 exposiciones. La exposición también muestra el Corán perteneciente a la antigua Mezquita Derbent.

## Estructura
La arquitectura de la mezquita combina tradiciones arquitectónicas occidentales, orientales y locales. Tiene un vestíbulo, una sala de oración y un mihrab decorado. La sala de oración es de tres naves, característica de las mezquitas de Azerbaiyán, construidas desde la segunda mitad del siglo XIX, y se encuentra no únicamente en las mezquitas de Bakú y Absheron, sino también en las de Shirvan, Karabaj, Quba, Şəki y Zagatala. Estructuras similares tienen los pueblos turcos en la era del feudalismo. Alrededor de la mezquita hay un parque con un diseño interesante.

## Gallery

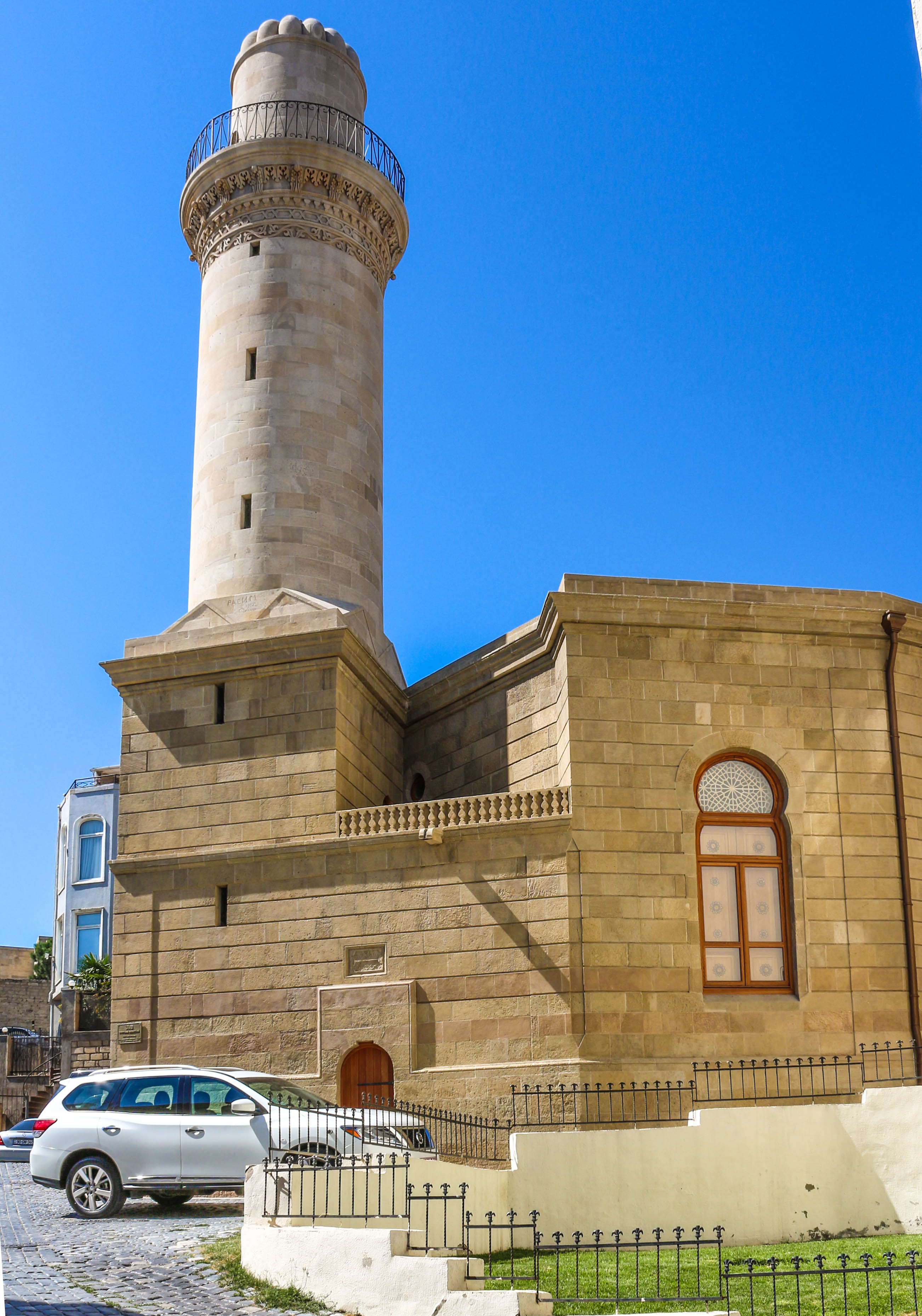
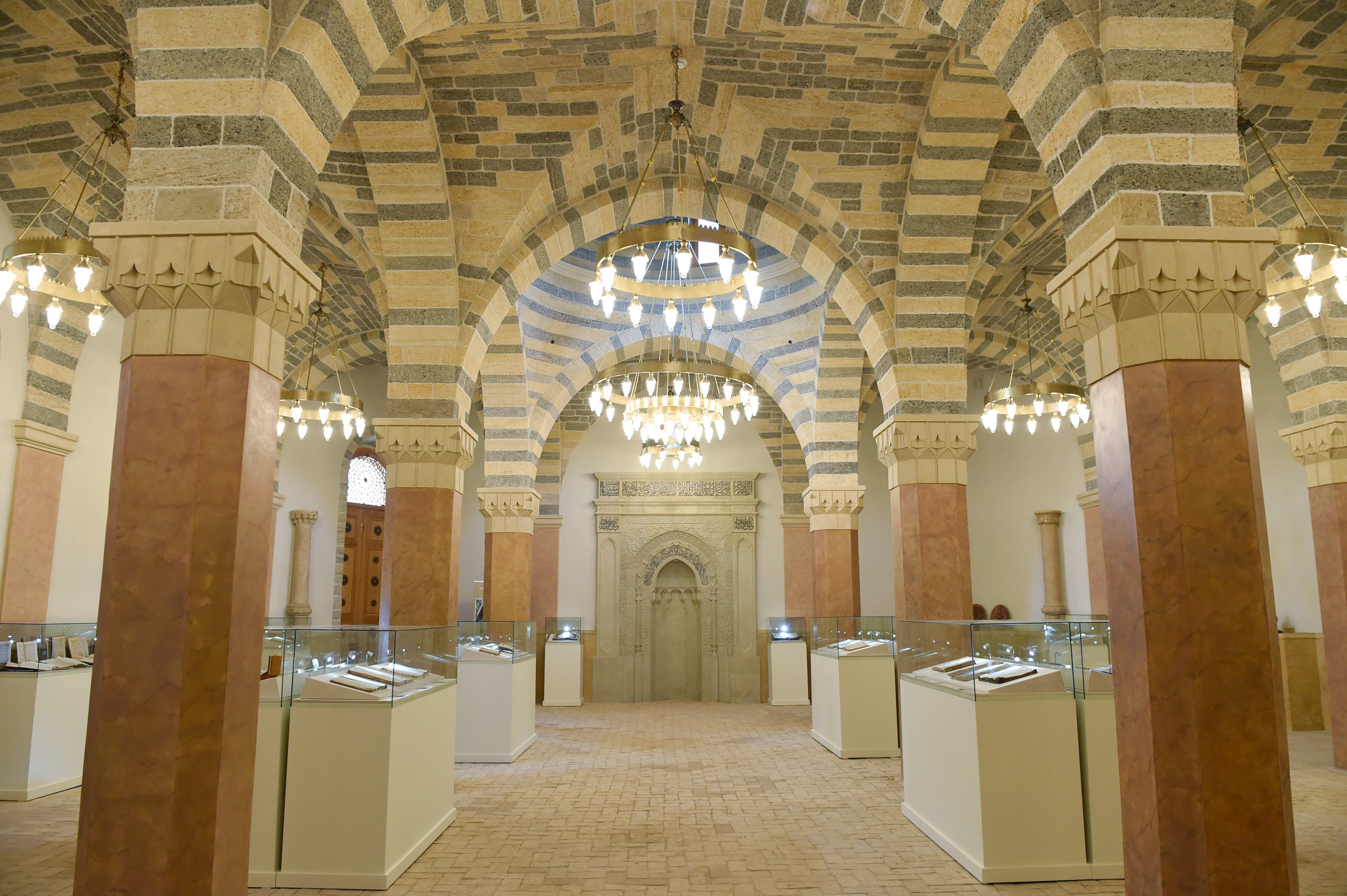
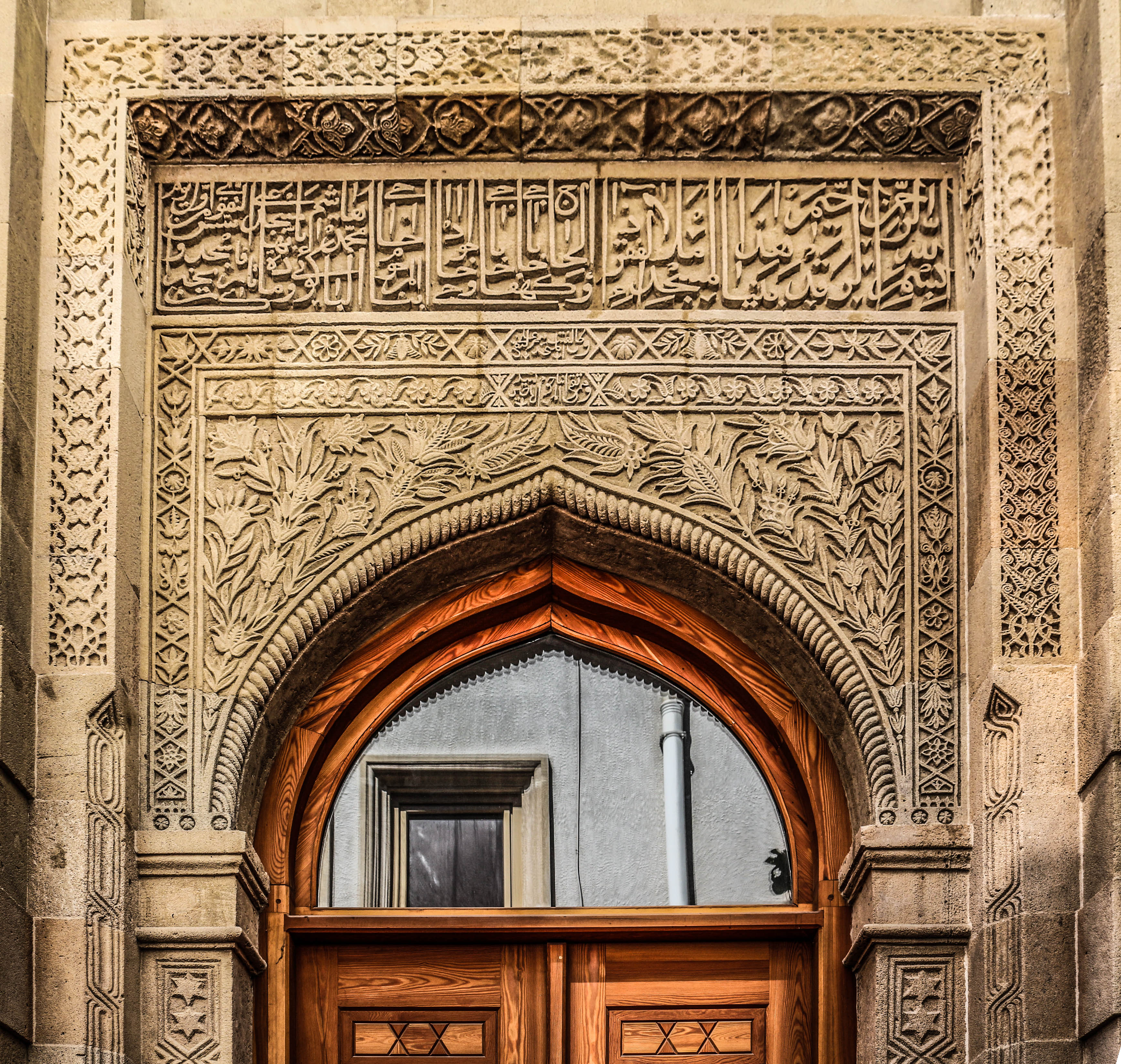
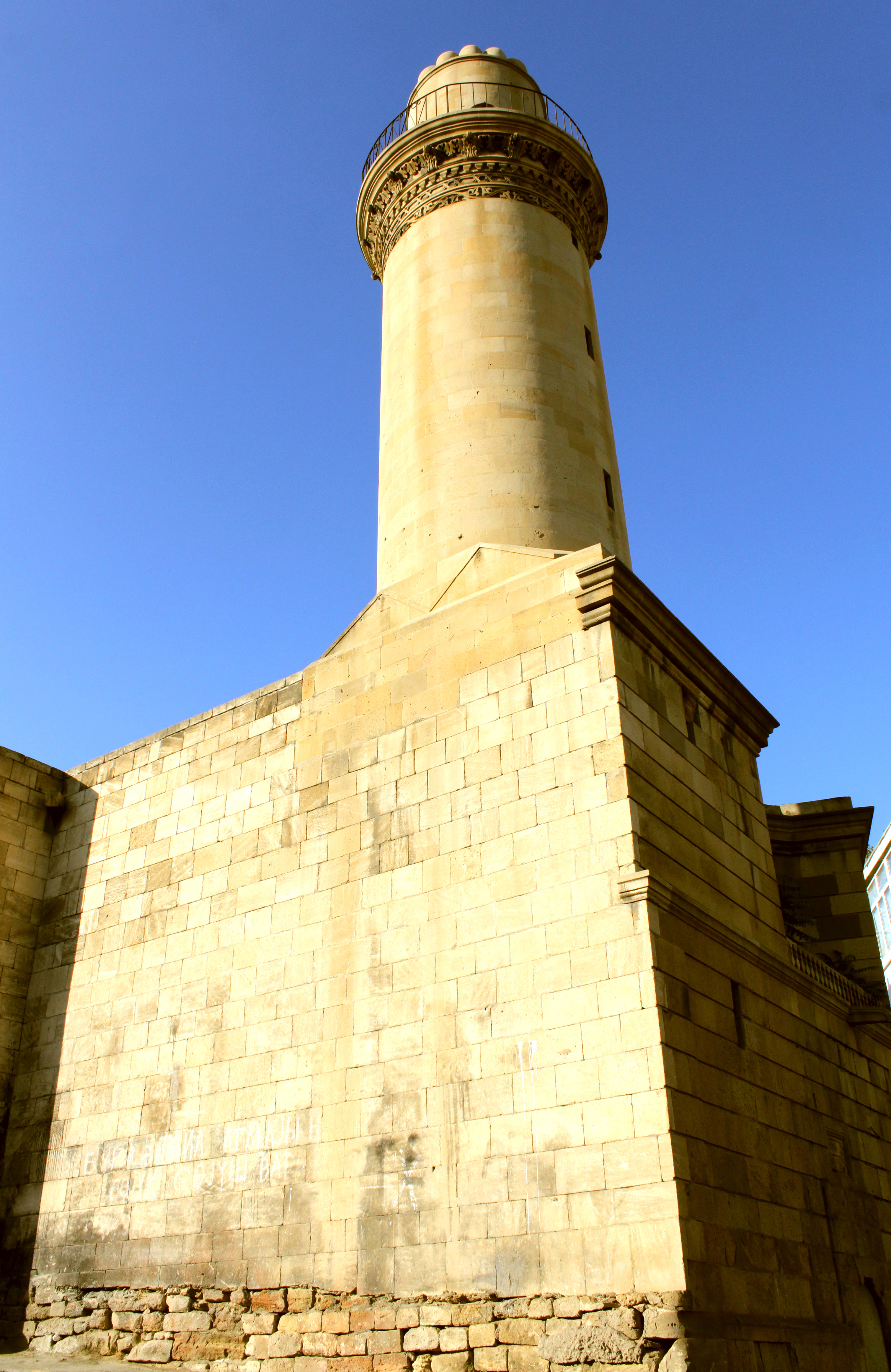
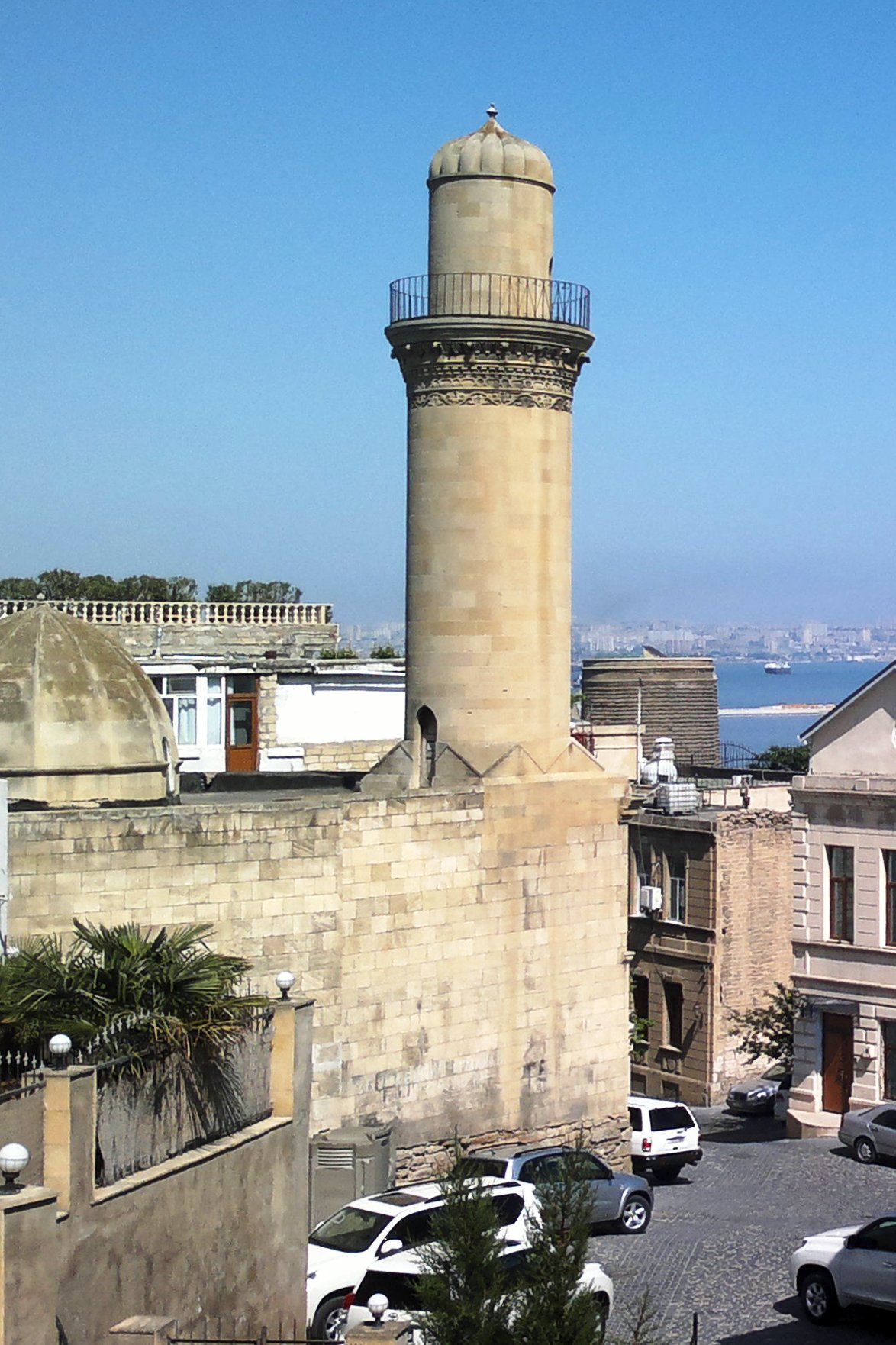